# Masaya Yamamoto
Masaya Yamamoto (japanisch 山本 真也 Yamamoto Masaya; * 23. Oktober 1991 in der Präfektur Shizuoka) ist ein japanischer Fußballspieler.

## Karriere
Yamamoto erlernte das Fußballspielen in der Schulmannschaft der Fujieda Meisei High School und der Universitätsmannschaft der Kanto-Gakuin-Universität. Seinen ersten Vertrag unterschrieb er 2014 bei YSCC Yokohama. Der Verein spielte in der dritthöchsten Liga des Landes, der J3 League. Für den Verein absolvierte er 84 Ligaspiele. 2018 wechselte er zu Yazaki Valente.